# Les Moutiers-en-Cinglais
Les Moutiers-en-Cinglais település Franciaországban, Calvados megyében. Lakosainak száma 528 fő (2022. január 1.). Les Moutiers-en-Cinglais Croisilles, Espins, Grimbosq, Ouffières, Saint-Laurent-de-Condel és Montillières-sur-Orne községekkel határos.

## Népesség
A település népességének változása:
| Lakosok száma | 232  | 315  | 350  | 414  | 416  | 486  | 517  | 533  | 515  | 528  |
|               | 1968 | 1982 | 1990 | 2006 | 2013 | 2015 | 2017 | 2019 | 2020 | 2022 |